# Bồng Lai các

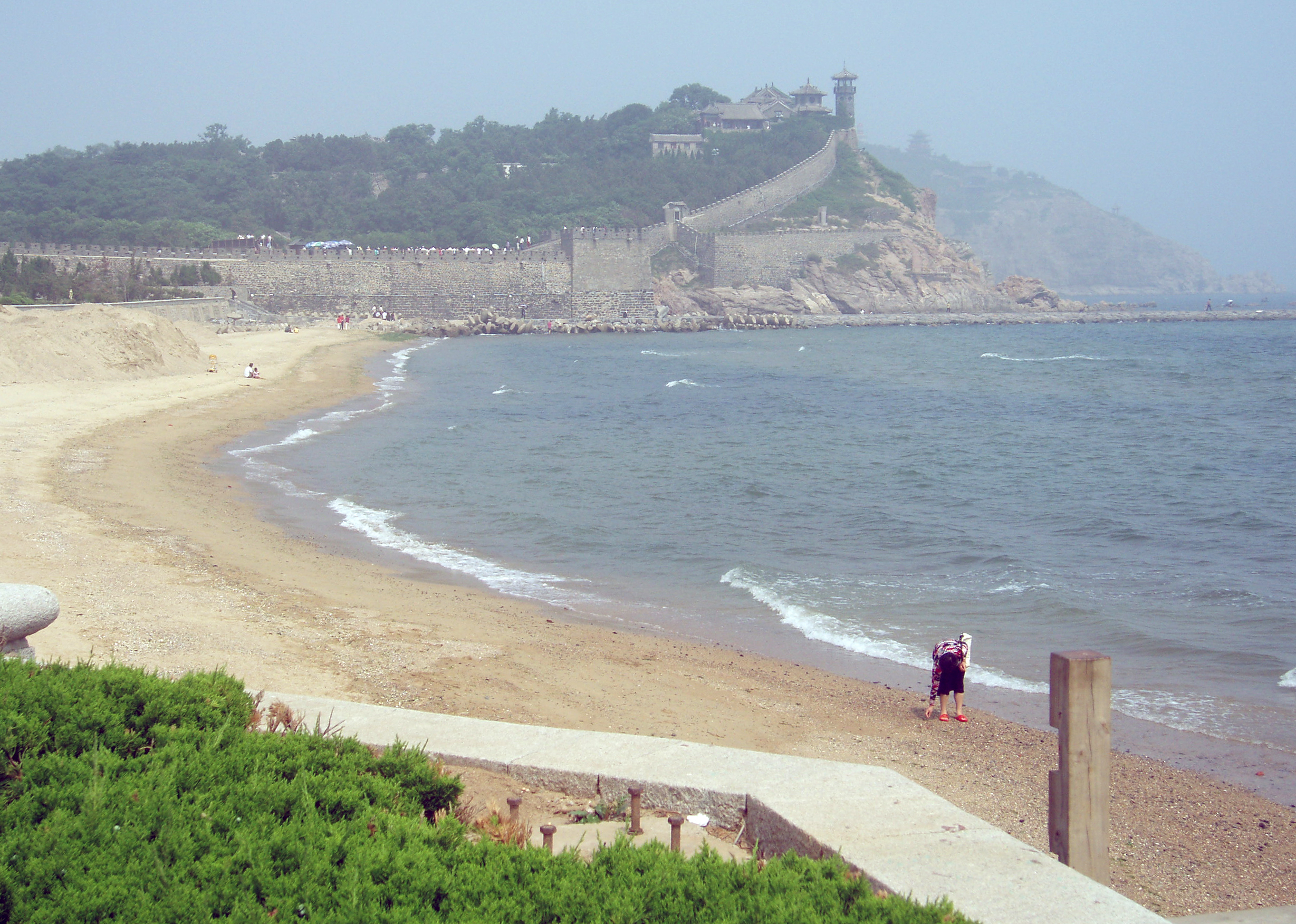
Bồng Lai các

Bồng Lai các (giản thể: 蓬莱阁; phồn thể: 蓬萊閣; bính âm: Pénglái Gé) là một tháp nổi tiếng ở Bồng Lai, Sơn Đông, Trung Quốc. Đây là một trong Tứ đại danh lâu của Trung Quốc, dù tháp này đôi khi không được liệt kê vào danh sách do không có thi ca về nó. Người ta tin rằng đây là nơi Bát Tiên giáng trần. Đường chia cắt Hoàng Hải và Bột Hải nhìn được nhìn thấy từ khu vực này.